# Bayou Blue
Bayou Blue – jednostka osadnicza w Stanach Zjednoczonych, w stanie Luizjana, w parafii Lafourche.